# The Politician’s Husband
The Politician’s Husband – trzyodcinkowy brytyjski miniserial emitowany przez BBC Two w 2013 roku.

## Fabuła
Minister Korony w brytyjskim rządzie Aiden Hoynes (David Tennant) i jego żona Freya Gardner (Emily Watson) są ambitną i wysoko postawioną politycznie parą. Hoynes ustępuje ze stanowiska próbując przejąć przywództwo w partii, co udaremnione jest przez jego również wysoko mierzącego, choć nieszczerego przyjaciela, Bruce’a Babbisha (Ed Stoppard), któremu pomaga whip Marcus Brock (Roger Allam). Freya, tymczasowo wstrzymująca się z robieniem kariery, by zająć się dwójką dzieci Noahem i Ruby, zastępuje Hoynes'a w rządzie i zostaje zmuszona do publicznego wsparcia męża w jego dążeniach lub zaspokajając swoje ambicje, wzgardzenia nim. Z dala od Pałacu Westminsterskiego, małżeństwo staje twarzą w twarz z niepewną przyszłością, która czeka je w związku z zespołem Aspergera Noaha (Oscar Kennedy).

## Obsada
- David Tennant jako Aiden Hoynes
- Emily Watson jako Freya Gardner
- Oscar Kennedy jako Noah Hoynes
- Lucy Hutchinson jako Ruby Hoynes
- Ed Stoppard jako Bruce Babbish
- Roger Allam jako Marcus Brock

### Występujący gościnnie
- Jack Shepherd jako Joe Hoynes, ojciec Aidena
- Chipo Chung jako Lian Hooper
- Simon Chandler jako Cliff Lyman
- Malcolm Scates jako Kenny Moss
- Anamaria Marinca jako Dita Kowalski
- Luke Neal jako Drew Bailey